# Christian Bernhard Conring
Christian Bernhard Conring (* 13. Dezember 1767 in Aurich; † 24. März 1844 ebenda) war Jurist und Bürgermeister von Aurich.
Conrings Eltern waren der Landrentmeister Justus Conring (1732–1792) und dessen Ehefrau Cornelia Rössingh (1734–1794). Sein Bruder Hermann Justus (1763–1809) erhielt 1796 den preußischen Adel.
Conring studierte Jura an der Universität Frankfurt an der Oder. Anschließend kehrte er nach Aurich zurück. Nach dem Tod seines Vaters wurde er 1792 landschaftlicher Sekretär. Als solcher erlebte er 1810 die französische Besetzung Ostfrieslands. 1810 wurde er dann Direktor der örtlichen Brandkasse. Seine Bewährungsprobe kam bereits 20. Juli 1811 als in Aurich ein Stadtbrand tobte. Er blieb danach bis zu seinem Tod 1844 Direktor.
Bereits in den 1790er Jahren gründete er mit anderen Interessenten eine Aktiengesellschaft zum Bau eines Treckfahrtkanals zwischen Aurich und Emden, einem Vorläufer des Ems-Jade-Kanals. Conring war eine Zeit lang auch verantwortlicher Direktor der Kanalgesellschaft, die 1830 vom Staat übernommen wurde. Er förderte zahlreiche noch bestehende Bauten, darunter die Reformierte Kirche, da das Bethaus der Reformierten im Stadtbrand von 1811 zerstört worden war. Bekannt ist auch das Auricher Teehäuschen, das für ihn als Gartenhaus gebaut wurde, sowie sein Wohnhaus. Viele der Bauten wurden vom Auricher Architekten Conrad Bernhard Meyer realisiert.
Im Jahr 1817 wurde Conring zum ehrenamtlichen Bürgermeister gewählt und war ab 1824 hauptamtlicher. Das Amt hatte er bis 1840 inne. Als Bürgermeister gab er die kostenträchtige niedere Gerichtsbarkeit ab und regelte die seit 1200 bestehenden Verträge mit den umliegenden Dörfern neu, die bisher der Ausdehnung der Stadt im Wege standen.
Als Bürgermeister war er Leiter des städtischen Armenkollegiums, welches wegen der Armut der Stadt ständig unterfinanziert war. Conring verzichtete auf eine Bezahlung und unterstützte die Armenfürsorge mit eigenem Geld. Für seine Leistungen erhielt er 1842 den Guelphenorden 4. Klasse.
Conring heiratete Johanna Rebekka Beninga-Kettler (1773–1843). Das Paar hatte wenigstens eine Tochter:
- Helena († 1869) ⚭ Otto Schütte